# TT134
La tombe thébaine TT 134 est située à Cheikh Abd el-Gournah, dans la nécropole thébaine, sur la rive ouest du Nil, face à Louxor en Égypte.
C'est la sépulture de Thaouenany (Tȝw-nnj), appelé Any, datant de la XIXe ou XXe dynastie.